# Virtuelni hor
Virtuelni hor, kao jedinstven i jednostavan eksperiment u društvenim medijima, pojavio se u maju 2009. godine. Tvorac krajnje nesvakidašnjeg spektakla bio je Erik Vajtkri, dobitnik Gremija. Virtuelni hor kao globalni fenomen predstavlja korisnički generisan hor koji okuplja pevače iz celog sveta, odnosno snimke njihovih izvođenja koje postavljaju na internet. Snimci se sinhronizuju i kombinuju u jedan performans za stvaranje virtuelnog hora.

## Istorija
Američki kompozitor i dirigent, Erik Vajtkri, krenuo je sa idejom da formira virtuelni hor od oko 250 video odlomaka, koje su korisnici postavili na YouTube i koji izvodi kompoziciju "Lux Aurumque" (Svetlost i zlato), koju je i sam komponovao. Takođe je dodao i kolažni video, te tako formiranu kompoziciju nakon deset meseci rada postavio na YouTube. Do danas ovaj originalni i zanimljiv video ima preko četiri miliona pregleda.
Treba istaći da je Vajtkri došao na ideju virtuelnog hora, inspirisan video snimkom, koji mu je poslala mlada devojka Britlin Losi, na kojem peva odeljak njegovog horskog dela.
Počeo je testiranjem dela Sleep, potom ide pomenuti Lux Aurumque, pa ponovo, konačna verzija Sleep 2010. godine. 

### Erik Vajtkri
Erik Vajtkri jedan je od najpopularnijih kompozitora našeg vremena, istaknuti dirigent, inovator ali i harizmatičan govornik. Rođen je 2. januara 1970. godine u Američkoj državi Nevada, u gradiću Reno. Vajtkri je svoje prve muzičke korake započeo na Univerzitetu Nevade, gde je studirao kompoziciju u klasi ukrajinskog kompozitora Virka Baleja horsko izvođenje kod Dejvida Vejlera. Napisao je svoju prvu postavku pod nazivom "Idemo, divna ružo" za svoje horske kolege i predstavio kompoziciju kao poklon Dejvidu Vejleru. Kasnije, Vajtkri odlazi na Master studije Džulijard škole i od tada njegova karijeru prate brojne nagrade i priznanja. Sredinom 2001. godine, Vajtkri postaje najmlađi dobitnik prestižne nagrade koju dodeljuje Asocijacija američkih upravnika hora.

Los Anđeles Tajms opisuje njegov rad kao ""natprirodnu lepotu i maštu"". Njegov prvi album, na kojem je radio i kao kompozitor i dirigent, "Svetlo i zlato" osvojio je Gremi 2012. godine. Sakupio svih pet zvezdica kritičara i izbio na prvo mesto albuma klasične muzike u roku od nedelju dana na američkim i britanskim top listama. Njegov drugi album "Vodena noć", koji je pušten u aprilu 2012. godine, odmah je debitovao na iTjunsu po danu puštanja. Album karakteriše snimke sedam svetskih premijera i obuhvata predstave iz svog profesinalnog hora, "Erik Vajtkri pevača", Londonskog simfonijskog orkestra, Džulijan Lojd Veber i Hila Plitman. 2013. godine objavljuje i horsku obradu pesme "Uživaj u tišini" grupe Dipiš Mod.

Od 2004. godine, Australija je domaćin godišnjeg festivala "Erik Vajtkri - simfonijski vetar". Italijanski gradovi Venecija i Firenca su takođe domaćini Vajktrijevih festivala.

## Projekti
Za okupljanje pevača i audicija iskoristio je svoj onlajn dnevnik, fejsbuk stranicu i YouTube. Svi pristigli snimci su pažljivo pregledani, a zvučni delovi precizno ukomponovani u celinu kako bi se dobio profesionalni hor. Video predstavlja trodimenzionalni skup snimaka, simulirajući stvarni horski poredak. U međuvremenu, Vajtkri je otišao i korak dalje nudeći lekcije iz pevanja onima koji su želeli učestvovati. Tako su na kraju zajedno sudelovali i pevači amateri kao i profesionalci.
Podrška za pevače izvođaće je ponuđena preko video tutorijala, u smislu kako da se snime, odnosno video i zvučne zapise. Međutim, značajna je i dodatna podrška među samim pevačima, koji su vremenom stvorili čvrste veze komentarisanjem svojih kolega, rečima ohrabrenja i podrške, kao i savetima za poboljšanje. Postoje dokazi da pevačima koriste ove povratne informacije, tako da se trude da budu što bolji i bolji. Ovaj fokus na samopoboljšanje se ne viđa kod tradicionalnog horskog pevanja gde je naglasak na kolektivnom glasu svih pevača. Dok virtuelni hor nedvosmisleno nudi veće kognitivne koristi od tradicionalnog hora bilo kog žanra, postavlja se pitanje socijalnog i emotivnog davanja učesnika u odnosu na kolege iz tradicionalnog hora.

Na prvom horskom izvođenju Vitejker je sakupio 185 pevača iz 12 različitih zemalja. Nakon fantastičnog uspeha, izbacuje verziju Virtual hor 2.0, realizovanu 2011. godine gde je učestvovalo neverovatnih 2000 izvođača iz 58 zemalja sveta. Nakon toga 2012. izbacuje Water Night, komad koji je izvelo 3746 učesnika iz 73 zemlje. 

Za poslednji, za sada, četvrti deo pokrenuo je fondaciju za prikupljanje novčanih sredstava kako bi za komad "Fly to Paradise" prikupio 5,905 učesnika koji su poslali čak 8409 video sadržaja. Ovaj četvrti deo interesantan je i po tome što su u njemu učestvovale i osobe iz Srbije, tačnije njih pet.

### Crowdfunding
Kikstarter koji je koristio Vajtkri je oblik Crowdfunding-a. To je poseban specifičan oblik prikupljanja sredstava za započinjanje ili razvoj nekog projekta. Zasniva se na principu samog njegovog imena, Crowd (grupa ljudi) i Funding (finansiranje), što bi u slobodnom prevodu značilo finansiranje od velikog broja ljudi. Dakle čitav projekat zavisi od doprinosa pojedinaca, manjih ili većih firmi kao i sivh ostalih zainteresovanih fizičkih i pravnih lica koji žele doprineti razvoju projekta. Da bi projekat bio uspešan mora imati što bolju priču i prezentaciju, potrebno je širiti vesti na društvenim mrežama, kako bi zajednica saznala za isti. Za uzvrat investitori mogu biti nagrađeni simbolično ili u vidu javnog zahvaljivanja do slanja reklamnog materijala.

## Zanimljivosti
Kompozitor ističe da su ga posebno dirnule priče brojnih kandidata. Gotovo potpuno slep čovek koji nikada nije mogao biti član hora jer ne može videti dirigenta, približio se ekranu i po prvi put u životu pridružio se horu. Žena iz Južne Afrike, u svom selu nije imala internet, ali je provela dva dana aploudujući video sa svog mobilnog telefona. Virtuelni hor je nedavno imao i svoje prvo venčanje nakon što se dvoje članova koji su učestvovali na projektu zaljubilo. Na kraju, Vajtkri poziva sve zainteresovane da se uključe u projekat, navodeći da su svi dobrodošli.

## Spoljašnje veze
- Eric Whitacre
- Edcmgj
- B92 - Tehnopolis
- Audio interviju
- Net Worth